# Dia Mirza

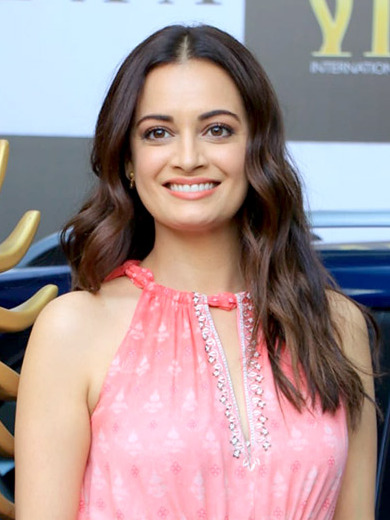
Dia Mirza, mars 2020.

Dia Mirza, även Diya Mirza[källa behövs], från början Dia Handrich, född 9 december 1981 i Hyderabad, Indien, är en indisk fotomodell och skådespelerska. 
Mirzas mor kommer från Indien och hennes far var från Tyskland, med judisk[källa behövs] härkomst. Mirza blev upptäckt när hon vann en skönhetstävling 2001, och en Bollywoodregissör fick syn på henne. Hon blev snabbt kallad "den nya Aishwarya Rai"[källa behövs] då hon ansågs vara lika vacker. Mirzas karriär gick bara uppåt, och idag anses hon vara en av Bollywoods mest säkra kort.

## Filmer i urval
- 2001 Deewaanapan
- 2001 Rehna Hai Tere Dil Mein
- 2002 Tumko Na Bhool Paayenge
- 2003 Tehzeeb
- 2003 Pran Jaaye Par Shaan Na Jaaye
- 2003 Dum
- 2004 Stop!
- 2004 Tumsa Nahin Dekha
- 2004 Kyun... ! Ho Gaya Na
- 2005 Naam Gum Jaayega
- 2009 Kurbaan